# Carpino Folk Festival
Il Carpino Folk Festival è un festival dedicato alla musica popolare italiana. Si svolge a Carpino - località del Gargano dalla quale prende il nome - durante la prima decade del mese di agosto.

## Storia
Nel boom economico degli anni Cinquanta del Novecento avviene una svolta importante negli studi sulle tradizioni musicali del Gargano e dell'Italia in generale.

Il Gargano viene interessato per la prima volta da tali studi nel 1954, da Alan Lomax e Diego Carpitella, nell'ambito di una ricerca sistematica su tutta la penisola commissionata dalla Columbia World Library and Primitive Music, che li porterà a registrare circa 3000 documenti. La raccolta conservata presso gli Archivi di Etnomusicologia, in Roma, comprende 53 documenti sonori, con vari organici vocali e strumentali, registrati nei comuni di San Nicandro Garganico, Cagnano Varano, Carpino e Monte Sant'Angelo.

Senza saperlo, Alan Lomax e Diego Carpitella il 24 agosto di quell'anno riesumano la Tarantella del Gargano.

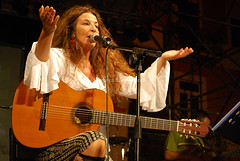
Teresa De Sio, ospite del Carpino Folk Festival

Il 10 dicembre del 1966, Diego Carpitella e Roberto Leydi, che stanno preparando uno spettacolo a Milano con cantori e suonatori tradizionali, si recano a Carpino per effettuare una raccolta di canti del paesino garganico. È importante rilevare che in quest'occasione viene registrata la cosiddetta Accomë j'èja fa' p'amà 'sta donnë, in realtà un sonetto (sunèttë) nella forma di tarantella alla muntanarë.
Dopo questa raccolta, il gruppo dei Cantori di Carpino (Rocco Di Mauro, Andrea Sacco, Gaetano Basanisi, Giuseppe Conforte, Angela Gentile e Antonio Di Cosmo) viene invitato a Milano, nel marzo del 1967, a partecipare allo spettacolo “Sentite buona gente” presso il Teatro Lirico, con un notevole successo di pubblico.
L'iniziatore di una lunga operazione di riproposta della tarantella del Gargano è invece Roberto De Simone che, con la Nuova Compagnia di Canto Popolare pubblica nel 1972 il noto LP "Lo guarracino" (Ricordi, SMRL 6151).
Negli anni Settanta/Ottanta del Novecento, altri ricercatori, prevalentemente locali, si cimenteranno nella raccolta di documenti di tradizione orale. Ricordiamo tra i più importanti: Francesco Nasuti di Monte Sant'Angelo, Raffaele Cera di San Marco in Lamis, il gruppo che opera all'interno del Centro di Studi Garganici di Monte Sant'Angelo, Eugenio Bennato, Carlo d'Angiò e Giuseppe Michele Gala.
Eugenio Bennato e Carlo d'Angiò con i Musicanova pubblicano nel 1976 "Garofano d'ammore" (Philips-Phonogram), LP che farà conoscere al pubblico di massa i sonetti di Carpino.

Carlo D'angiò ha detto: 
Eugenio Bennato disse: 
In questo periodo vengono pubblicate varie raccolte di canti popolari.
A partire dai primi anni del 1980, ad opera del Centro Studi di Tradizioni Popolari del Gargano e della Capitanata, che collabora con la cattedra di Etnomusicologia dell'Università degli Studi di Bologna, vengono iniziate le prime ricognizioni etnomusicali eseguite con sistematicità e rigore scientifico, sotto la supervisione di Roberto Leydi.
Nel 1987 avvenne un nuovo rilevamento sonoro dei canti e delle musiche popolari di Carpino, effettuato da Ettore De Carolis, e poi depositato nel Centro Nazionale Studi di Musica Popolare di Roma, col numero 135.
La raccolta contiene 23 brani registrati tutti a Carpino, 2 racconti effettuati da Francesco Solimando cantore di Sannicandro Garganico e si completa con 28 foto.
Nel 1996 Rocco Draicchio (musicista del gruppo Al Darawish), nativo di Carpino, concepisce l'idea di un folk festival in omaggio alla tradizione musicale popolare.

Viene quindi fondata l'Associazione Culturale Carpino Folk Festival per tutelare il patrimonio artistico culturale della musica popolare.

## Presenze
Nel 2008 si registrarono 82.000 presenze complessive.